# Cabildo de Gran Canària
El Cabildo de Gran Canària és l'òrgan de govern d'aquesta illa espanyola. Com tots els cabildos, es va crear conforme a la Llei de Cabildos de 1912. És una forma governativa i administrativa pròpia de les Illes Canàries, que a més de les funcions de govern insular presta serveis i exerceix competències pròpies de la Comunitat Autònoma canària. Des de juliol de 2007, el Cabildo de Gran Canària està presidit per José Miguel Pérez García, del Partit Socialista Obrer Espanyol (PSOE).

## Orígens
El Cabildo Insular es crea amb la Llei de Cabildos de 1912.

## Seus

### Casa Palacio
L'edifici que actualment alberga la seu del Cabildo Insular de Gran Canària està situat en el carrer Bravo Murillo de la ciutat de Las Palmas de Gran Canària. La Casa Palacio és una edificació d'estil racionalista projectada per Miguel Martín Fernández de la Torre. Es tracta de l'immoble més representatiu de Miguel Martín en les illes, de cort arquitectònic centreeuropeu amb una clara influència del suís Le Corbusier. En l'actualitat es troba en procés d'ampliació.
Les primeres dependències del Cabildo de Gran Canària van estar situades en una oficina prestada per l'Ajuntament de Las Palmas de Gran Canària fins que, en 1918, la Corporació insular va llogar, per 300 pessetes al mes -una mica menys de dos euros-, un local situat en el carrer Esperit Sant. Després d'ocupar l'excol·legi de La Solitud, al Carrer Canalejas, i altres instal·lacions en Luis Millars -en l'any 1934-, el Cabildo grancanario va instal·lar les seves oficines en el carrer Juan de Quesada, en l'edifici que es va construir per albergar l'Institut de Segon Ensenyament i que posteriorment va cedir a l'Exèrcit per a l'Hospital Militar i avui acull el Rectorat de la Universitat de Las Palmas de Gran Canària. A partir d'aquest moment, el Cabildo va arrendar l'immoble de Triana 46, on va romandre fins a la instal·lació definitiva en el carrer Bravo Murillo, en 1941. El solar va costar 188.744 pessetes -uns 1.100 euros- i el projecte va ser elaborat per Miguel Martín Fernández de la Torre en 1932, encara que van deure passar cinc anys fins que es va col·locar la primera pedra.
Reforma i ampliació
En l'any 2005 es van iniciar els treballs de restauració i ampliació de la Casa Palacio Insular, segons un projecte redactat el 1994 per l'arquitecte espanyol Alejandro de la Sota Martínez. Per a això va caldre desallotjar l'edifici i altres dependències situades en altres immobles de la mateixa poma afectada per les obres d'ampliació, que van ser traslladats a altres immobles pròxims propietat de la Corporació, especialment a l'edifici de serveis múltiples "Insular I" adquirit uns anys abans.
El projecte d'Alejandro de la Sota segueix l'estil racionalista que va imprimir Férnandez de la Torre a l'actual Casa Palacio. Es contempla l'ampliació de l'immoble actual cap al sud, ocupant la meitat superior de la poma amb la construcció de dos nous edificis de set plantes que s'aixecaran sobre un aparcament subterrani de tres plantes amb capacitat per a 300 places. Dels dos nous edificis, que s'adossaran a la Casa Palacio, el primer, que tindrà façana al carrer Bravo Murillo, serà destinat a acollir esdeveniments culturals i protocol·laris. AL segon, per la seva banda, amb façanes als carrers Pérez Galdós i Buenos Aires, se li donarà ús administratiu. Una actualització posterior del projecte original, va disposar la construcció de tres plantes, en lloc de les dues previstes inicialment, sota la plaça central que es preveu construir amb sortida cap al carrer Buenos Aires.

### Edifici Cristal
.

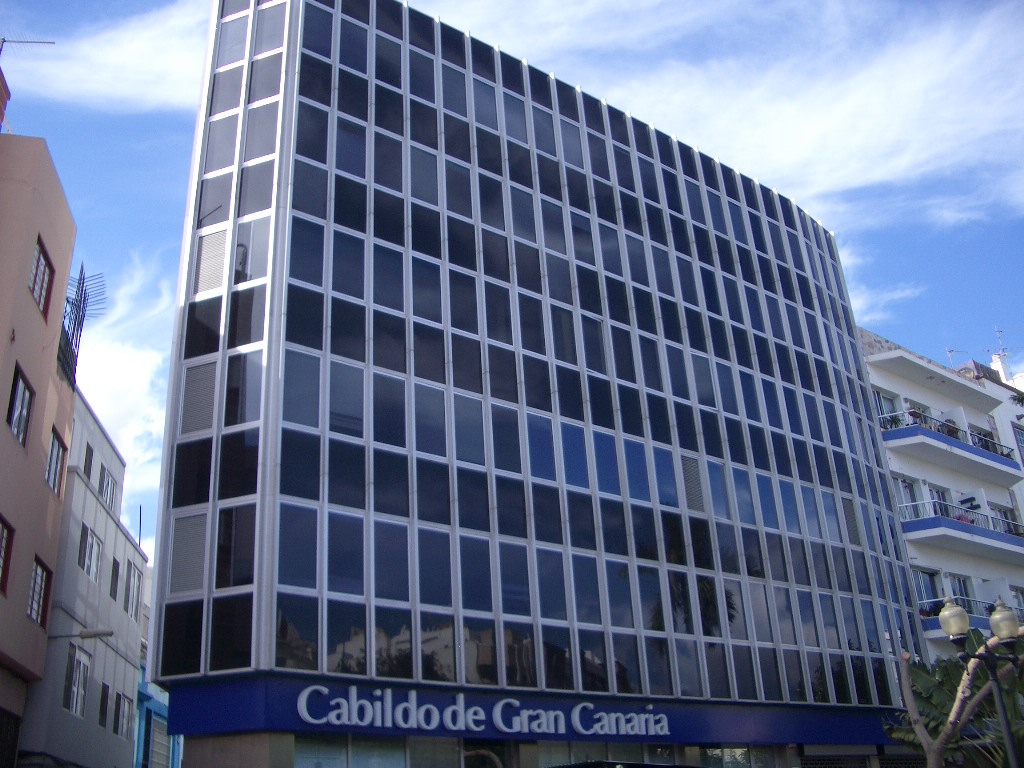
Edifici Cristal, a Las Palmas de Gran Canària

Situat en el nombre 3 del Passeig de Tomás Morales. Acull els serveis d'Obres Públiques i Informàtica.

### Edifici Insular I
Immoble d'oficines que la corporació va adquirir poc després d'acabar de construir-se, sota el mandat de María Eugenia Márquez Rodríguez, com a alternativa al projecte d'ampliació i reforma de la Casa Palacio que en aquell moment s'havia optat per no escometre, i que havia de servir per a allotjar els diferents serveis administratius que estaven dispersos per diferents punts de la ciutat i per als quals no tenien acomodament en el recinte de la Casa Palacio. Amb el canvi de corporació ocorregut l'any 2003, es va tornar a reprendre el projecte de De la Sota i finalment es va decidir el trasllat dels serveis de la Casa Palacio a aquest nou edifici i la creació d'una oficina central d'Atenció i Informació al Ciutadà, situada en la seva planta baixa.

### Edifici de Triana 93
Es tracta d'una edificació històrica i característica del viari de la ciutat que fins fa alguns anys era la seu principal del desaparegut Banc Central. S'està culminant un procés de reforma i restauració per a destinar-lo a oficines de la Presidència.

### Altres instal·lacions
A més de l'anteriors el Cabildo disposa d'altres seus que acullen a diferents serveis: 
- Edificis de Bravo Murillo 25 i Bravo Murillo 29-31
- Edifici de Patrimoni Històric (Bravo Murillo 33)
- Edifici de Cano 24 (Llibreria del Cabildo i Servei de Cultura)
- Edifici Humiaga (Avda Primer de Maig 39)
- Espai Jove 24<30 (en les antigues dependències de la Biblioteca Pública de l'Estat)
- Granja Agrícola Experimental (a Cardones, Arucas)

## Bandera i escut
| Escut de Gran Canària | Bandera del Cabildo de Gran Canària |

L'escut del Cabildo de Gran Canària mig partit i tallat. En la caserna superior esquerre, segons es veu l'escut, sobre camp de gules, un castell en color or, merletat i donjonato de tres torres, maçonat de sabre i aclarit de azur. En la caserna superior dret de l'escut, en camp de plata, un lleó rampant de gules, coronat, lampasat i armat d'or. En la meitat inferior, en la tercera caserna d'escut, un palmell del seu color, acamada en una roca movent del cap, del seu color, i ficada al llit de dos lebreles rampants, afrontats i movents, del seu color. Bordura de gules, amb deu espases de plata, posades de dues en dues, a manera d'aspes. AL timbre, corona real tancada. La bandera que utilitza el Cabildo és la pròpia de l'illa i que representen els colors groc i blau sobre dos triangles rectangles amatents en diagonal, quedant el de color groc cap a l'asta i el blau cap a batent. Té una proporció de 2 x 3, és a dir, una vegada i mitja més llarga que ampla, i en el seu centre duu l'escut d'armes.

## Presidents del Cabildo Insular de Gran Canària
Franquisme
| No. | Nom                    | Inici          | Fi                 | Partit |
| --- | ---------------------- | -------------- | ------------------ | ------ |
| 1.  | Antonio Limiñana López |                |                    | ?      |
| 2.  | Matías Vega Guerra     | Juliol de 1945 | 1960               | MN     |
| 3.  | Federico Díaz Bertrana | 1961           | 1970               | MN     |
| 4.  | Juan Pulido Castro     | 1970           | 30 de març de 1974 | MN     |

Transició
| No. | Nom                   | Inici              | Fi             | Partit |
| --- | --------------------- | ------------------ | -------------- | ------ |
| 1.  | Lorenzo Olarte Cullén | 30 de març de 1974 | Juliol de 1979 | UCD    |

Etapa democràtica
| Nº | Nom                             | Inici               | Fi                   | Partit |
| -- | ------------------------------- | ------------------- | -------------------- | ------ |
| 1. | Fernando Giménez Navarro        | 1979                | 1982                 | UCD    |
| 2. | Juan Andrés Melián García (?)   | 1982                | 1983                 | UCD    |
| 3. | Carmelo Artiles Bolaños         | 1983                | 1991                 | PSOE   |
| 4. | Pedro Lezcano Montalvo          | 1991                | 1995                 | ICAN   |
| 5. | José Macías Santana             | 1995                | 9 de juliol de 1999  | PPC    |
| 6. | María Eugenia Márquez Rodríguez | 9 de juliol de 1999 | 19 de juliol de 2003 | PP     |
| 7. | José Manuel Soria López         | 19 de juny de 2003  | 9 de juliol de 2007  | PP     |
| 8. | José Miguel Pérez García        | 9 de juliol de 2007 | Actualitat           | PSOE   |

## Les Conselleries
- Cultura i Patrimoni Històric
- Desenvolupament Econòmic, Obres Públiques i Infraestructures i Transports
- Esportis
- Economia, Indústria, Comerç i Artesania
- Educació i Joventut
- Ocupació i Desenvolupament Local
- Hisenda
- Medi ambient
- Obres Públiques,Infraestructures i Recursos Humans
- Patrimoni
- Política Social i Sociosanitària
- Política Territorial
- Presidència
- Recursos Humans i Organització
- Turisme, Innovació Tecnològica i Comerç Exterior
- Habitatge,Arquitectura, Agricultura, Ramaderia i Pesca

## Organització interna
El Cabildo es compon dels següents òrgans: 
- Presidència
- Ple
- Consell de Govern
- Comissions Informatives
- Junta de Portaveus

Les competències del Cabildo de Gran Canària estan regulades per La Llei 14/1990, de 26 de juliol, de Règim Jurídic de les Administracions Públiques de Canàries.

## Organismes Autònoms
- Consejo Insular de Aguas
- Fundación para la Etnografía y Desarrollo de Artesanía Canaria (FEDAC)
- Instituto de Atención Social y Sociosanitaria
- Instituto Insular de Deportes
- Orquesta Filarmónica de Gran Canaria
- Patronato de Turismo de Gran Canaria Arxivat 2013-12-24 a Wayback Machine.
- VALORA Gestión Tributaria  Arxivat 2008-06-28 a Wayback Machine. i la Institución Ferial de Canarias (INFECAR)
- También como Sociedades Anónimas el Centro Atlántico de Arte Moderno (CAAM) i la
- Sociedad de Promoción Económica de Gran Canaria (SPEGC)